# Poetry Glacier
Poetry Glacier är en glaciär i Antarktis. Den ligger i Sydshetlandsöarna. Argentina, Chile och Storbritannien gör anspråk på området. Poetry Glacier ligger 180 meter över havet.
Terrängen runt Poetry Glacier är huvudsakligen kuperad, men åt nordväst är den platt. Havet är nära Poetry Glacier åt nordväst. Trakten är obefolkad. Det finns inga samhällen i närheten. 